# Tomaszów (Opatów)
Pour les articles homonymes, voir Tomaszów.
Tomaszów est une localité polonaise de la gmina et du powiat d'Opatów en voïvodie de Sainte-Croix.